# Mary Tamm
Pour les articles homonymes, voir Tamm.
Mary Tamm (née le 22 mars 1950 à Dewsbury, dans le comté du Yorkshire de l'Ouest et morte le 26 juillet 2012  à Londres) est une actrice britannique principalement connue en Angleterre pour son rôle de Romana dans la série de science fiction, Doctor Who. 

## Biographie
Née à Bradford de parents d'origine estonienne, et scolarisée à la 'Bradford Girls' Grammar School', Mary Tamm apprend la comédie à la Royal Academy of Dramatic Art de 1969 à 1971. 

### Carrière
Mary Tamm commence à jouer au Birmingham Repertory Théâtre en 1971 avant de déménager à Londres en 1972 et d'apparaître dans la comédie musicale Mother Earth. Elle aligne beaucoup de petits films comme le rôle de Sigi dans Le Dossier Odessa (1974) et celui de Christina dans The Likely Lads en 1976.
Lorsqu'elle est approchée par la production de Doctor Who pour jouer la nouvelle assistante du Docteur, elle se montre assez peu intéressée, pensant que le rôle consisterait principalement en celui d'une demoiselle en détresse. Elle change d'avis lorsqu'on lui explique que le rôle de Romana, qu'on lui propose, est celui d'une personne de la même race que le Docteur et aussi compétente que lui. Elle tient le rôle durant la totalité de la saison 16 de l'épisode « The Ribos Operation » (septembre 1978) à « The Armageddon Factor » (février 1979) mais ne reconduit pas son contrat pour une saison supplémentaire, estimant le personnage trop proche d'une assistante traditionnelle et sans développement intéressant. Dans une interview de 2007, Mary Tamm affirma qu'elle était prête à filmer une scène de régénération afin de faciliter la transition entre deux actrices mais que personne ne l'invita à le faire. Une source avança qu'une possible grossesse était la raison de sa volonté de ne pas revenir, ce que Mary Tamm affirma être une rumeur colportée par l'assistant de production John Nathan-Turner,,.
Après son départ de la série, Mary Tamm joue par deux fois le rôle principal de téléfilms de la BBC 1, The Treachery Game (1980) et sa suite The Assassination Run (1981) au côté de Malcolm Stoddard. En 1981, elle joue le rôle de Rhoda Dawes dans la pièce d'Agatha Christie Cartes sur table au Vaudeville Theatre de Londres. En 1984, elle décroche un rôle majeur dans la sitcom The Hello, Goodbye Man au côté de Ian Lavender sur BBC 2. 
Dans les années 90 elle est invitée régulièrement dans l'émission télévision de ITV Crosswits. De 1993 à 1996 elle joue le rôle récurrent de Penny Crosbie dans le soap opera Brookside. Elle joue de nombreux petits rôles dans les années 2000 et apparaît brièvement dans le rôle d'Orlenda dans la série EastEnders en août 2009.
Elle revient à la série Doctor Who par le biais des épisodes audio-phoniques produit par la société Big Finish Production. Jouant d'abord le rôle d'une femme seigneur du temps dans une série d'épisodes consacrés à Gallifrey, elle reprend son rôle de Romana au côté de Tom Baker peu de temps avant sa mort. Ils sont édités en 2013 en tant que saison 2 des aventures du Quatrième Docteur. En 2007, elle était revenue sur son expérience dans la série à l'occasion de la sortie en DVD de la saison 16 de Doctor Who.

## Vie privée
Mary Tamm se maria en 1978 avec Marcus Ringrose et eut une fille, Lauren, en novembre 1979,,. Elle avait écrit une autobiographie intitulée First Generation qui fut publiée en septembre 2009. Peu de temps avant sa mort, elle travaillait sur la seconde partie de son autobiographie, Second Generation, qui devait être publiée début 2014.
Mary Tamm est décédée le 26 juillet 2012. Très affecté, son mari mourut quelques heures après les funérailles de sa femme,. 

## Filmographie
- 1973 : Tales That Witness Madness
- 1974 : Le Dossier Odessa
- 1975 : The Girls of Slender Means
- 1976 : The Likely Lads
- 1978 : Rampage
- 1978–1979 : Doctor Who (série télé) : Romana
- 1992 : Pressing Engagement
- 1996 : Privateer 2: The Darkening (jeu vidéo) : tante Maria Gabriel
- 2000 : Sorted d'Alexander Jovy
- 2001 : Amazons and Gladiators
- 2002 : Paradise Heights (série télévisée)